# Fernando Walls
Fernando Walls Armijo (Ciudad de México, 6 de febrero de 1931 - ibídem, 25 de marzo de 2005) fue un químico, investigador y académico mexicano. Participó en tiro deportivo durante las Olimpiadas de Múnich y Montreal y durante los Juegos Panamericanos de Ciudad de México y Puerto Rico.

## Estudios y docencia
Realizó estudios profesionales de químico en el Centro Universitario México de 1948 a 1949 y en la Escuela Nacional de Ciencias Químicas de la Universidad Nacional Autónoma de México (UNAM) de 1950 a 1951. Comenzó sus estudios de doctorado en la Escuela de Graduados, se trasladó a la Universidad de Harvard, como becario de la Fundación Rockefeller, donde fue discípulo de los premios Nobel Robert B. Woodward y Geoffrey Wilkinson, regresó a México y recibió el grado de doctor en 1957.
Impartió clases de química orgánica y análisis instrumental de 1958 a 1969 en la Facultad de Química de la UNAM. De 1979 a 1981 fue profesor en el Centro de Investigación y de Estudios Avanzados del Instituto Politécnico Nacional (Cinvestav-IPN). Dirigió más de treinta tesis de licenciatura, cuatro de maestría y nueve de doctorado.

## Académico e investigador
Desde 1952 fue auxiliar de investigación en su alma mater, y en 1958 logró el nombramiento de investigador de carrera de tiempo completo. Fue secretario académico de 1966 a 1970 y director de 1981 a 1991 del Instituto de Química de la UNAM; además de jefe del Departamento de Química de 1979 a 1981, del Centro de Investigación y de Estudios Avanzados del Instituto Politécnico Nacional (Cinvestav) del Instituto Politécnico Nacional (IPN).
Su obra académica comprende más de 120 artículos de investigación, algunas en coautoría de otras personas como Carl Djerassi -inventor de la píldora anticonceptiva- referentes a síntesis orgánica, química de productos naturales, análisis espectroscópico, desarrollo en metodología sintética y optimización de técnicas experimentales.
Se especializó en temas relacionados con la extracción y síntesis de productos naturales, mediante la aplicación de técnicas electroscópicas para la elucidación estructural de moléculas orgánicas complejas, así como en la transformación de productos de origen natural o sintético mediante métodos químicos, fotoquímicos o pirolíticos. Logró introducir innovaciones metodológicas en la modificación y optimización de reacciones químicas en el diseño de equipo especializado para destilación, cromatografía, y espectroscopia.

## Premios y distinciones
- Premio de la Academia de la Investigación Científica (actualmente Academia Mexicana de Ciencias), en 1968.[5]
- Premio Nacional de Química Andrés Manuel del Río, otorgado por la Sociedad Química de México en 1979.
- Premio Nacional de Química y Ciencias Farmacéuticas, otorgado por la Asociación Farmacéutica Mexicana en 1983.
- Investigador Emérito de la Universidad Nacional Autónoma de México, en 1993.
- Investigador Emérito del Sistema Nacional de Investigadores, en 1993.[6]
- Distinción Forjadores de la Ciencia, de la UNAM, en 2003.[7]

## Deporte
En el ámbito deportivo representó a México en cuatro torneos mundiales, dos Juegos Panamericanos, en los de México 1975 y Puerto Rico 1979, así como en los Juegos Olímpicos de Múnich 1972 y Montreal 1976, en la disciplina de tiro al vuelo conocida como (fosa olímpica).